# Storbritanniens MotoGP 2009
Storbritanniens MotoGP 2009 kördes den 26 juli på Donington Park.

## MotoGP

### Slutresultat
| Plats | Förare           | Märke    | Grid | Kvaltid  |
| ----- | ---------------- | -------- | ---- | -------- |
| 1     | Andrea Dovizioso | Honda    | 5    | 1.28,778 |
| 2     | Colin Edwards    | Yamaha   | 6    | 1.28,865 |
| 3     | Randy de Puniet  | Honda    | 10   | 1.29,434 |
| 4     | Alex de Angelis  | Honda    | 12   | 1.29,600 |
| 5     | Valentino Rossi  | Yamaha   | 1    | 1.28,116 |
| 6     | James Toseland   | Yamaha   | 9    | 1.29,270 |
| 7     | Marco Melandri   | Kawasaki | 7    | 1.29,065 |
| 8     | Niccolò Canepa   | Ducati   | 16   | 1.30,572 |
| 9     | Dani Pedrosa     | Honda    | 2    | 1.28,211 |
| 10    | Mika Kallio      | Ducati   | 11   | 1.29,599 |
| 11    | Loris Capirossi  | Suzuki   | 14   | 1.30,153 |
| 12    | Gábor Talmácsi   | Honda    | 17   | 1.31,193 |
| 13    | Chris Vermeulen  | Suzuki   | 13   | 1.30,098 |
| 14    | Casey Stoner     | Ducati   | 4    | 1.28,446 |
| 15    | Nicky Hayden     | Ducati   | 15   | 1.30,268 |
| 16    | Jorge Lorenzo    | Yamaha   | 3    | 1.28,402 |
| 17    | Toni Elías       | Honda    | 8    | 1.29,175 |